# 日下部光
日下部 光（くさかべ ひかる、1996年2月28日 - ）は、日本のプロ野球選手（内野手）、野球指導者。

## 来歴
大阪府枚方市出身。
福知山成美高等学校に進み、2013年の第95回全国高等学校野球選手権大会に出場した。高校卒業後は大阪商業大学に進む。野球部では1年生の時から試合に出場したが、負傷に悩まされた。大学時代は1学年下の滝野要、太田光、2学年下の大西広樹、橋本侑樹、小野寺暖らとチームメイトだった。
大学卒業後にNTT西日本硬式野球部に入り、入部初年から打線の中軸を担って第44回社会人野球日本選手権大会では1回戦の三菱日立パワーシステムズ戦でタイブレークの延長12回に決勝となる3ラン本塁打を放った。2021年には主将も務め、5年間在籍した。
2023年2月15日にベースボール・チャレンジ・リーグ（ルートインBCリーグ）の群馬ダイヤモンドペガサスに練習生として入団した。27歳という高い年齢で入団した日下部は、開幕前のオープン戦では適時打や積極的な走塁で注目された。4月6日に契約選手に移行した。このシーズンは57試合に出場して打率.255、本塁打3、打点20、盗塁15の成績だった。シーズン終了後の9月15日に自由契約で退団した。
2024年5月20日、関西独立リーグ（さわかみ関西独立リーグ）の大阪ゼロロクブルズへの入団が発表されたが、約1か月後の6月28日に自由契約で退団した。6日後の7月4日に九州アジアリーグ（ヤマエグループ 九州アジアリーグ）の火の国サラマンダーズに選手兼任コーチとして入団。火の国では43試合に出場して打率.285、2本塁打、29打点、21盗塁の成績で、本塁打は9月のソフトバンク4軍との試合に2試合連続で記録したものである。シーズン終了後の11月20日に自由契約で火の国を退団した。
11月22日に、日本海リーグに2025年から準加盟する新球団SHIGA HIJUMPSで選手兼任の監督に就任することが発表された。2025年2月20日に背番号が0となることが発表された。兼任については悩んだが「自分が辞めると伝えられない経験もある」と判断し、主に遊撃手・二塁手・指名打者で出場している。6月22日の対富山GRNサンダーバーズ戦では、チーム事情と選手からの要望で初めて投手として先発し、3回5失点の結果だった。7月7日の対富山GRNサンダーバーズ戦において審判に侮辱行為をはたらき退場処分を受け、後日リーグから公式戦1試合出場停止と制裁金の処分を下された。

## 詳細情報

### 独立リーグでの打撃成績
※出典は「一球速報.com」。
| 年 度    | 球 団    | 試 合 | 打 席 | 打 数 | 得 点 | 安 打 | 二 塁 打 | 三 塁 打 | 本 塁 打 | 塁 打 | 打 点 | 盗 塁 | 盗 塁 死 | 犠 打 | 犠 飛 | 四 球 | 敬 遠 | 死 球 | 三 振 | 併 殺 打 | 打 率 | 出 塁 率 | 長 打 率 | O P S |
| -------- | -------- | ----- | ----- | ----- | ----- | ----- | -------- | -------- | -------- | ----- | ----- | ----- | -------- | ----- | ----- | ----- | ----- | ----- | ----- | -------- | ----- | -------- | -------- | ----- |
| 2023     | 群馬     | 57    | 223   | 192   | 29    | 49    | 7        | 2        | 3        | 69    | 20    | 15    | 9        | 2     | 0     | 22    | -     | 7     | 57    | 3        | .255  | .353     | .359     | .712  |
| 2024     | 大阪     | 14    | 58    | 47    | 10    | 13    | 0        | 0        | 2        | 19    | 8     | 6     | 3        | 0     | 0     | 10    | -     | 1     | 9     | -        | .277  | .414     | .404     | .818  |
| 2024     | 火の国   | 43    | 188   | 158   | 36    | 45    | 9        | 0        | 2        | 60    | 29    | 21    | 5        | 3     | 0     | 26    | -     | 1     | 40    | 3        | .285  | .389     | .380     | .769  |
| BCL：1年 | BCL：1年 | 57    | 223   | 192   | 29    | 49    | 7        | 2        | 3        | 69    | 20    | 15    | 9        | 2     | 0     | 22    | -     | 7     | 57    | 3        | .255  | .353     | .359     | .712  |
| KDL：1年 | KDL：1年 | 14    | 58    | 47    | 10    | 13    | 0        | 0        | 2        | 19    | 8     | 6     | 3        | 0     | 0     | 10    | -     | 1     | 9     | -        | .277  | .414     | .404     | .818  |
| KAL：1年 | KAL：1年 | 43    | 188   | 158   | 36    | 45    | 9        | 0        | 2        | 60    | 29    | 21    | 5        | 3     | 0     | 26    | -     | 1     | 40    | 3        | .285  | .389     | .380     | .769  |

### 背番号
- 16（2023年）
- 43（2024年5月20日 - 6月28日）
- 50（2024年7月6日 - 終了）
- 0 （2025年 - ）